# 泥靡
泥靡（？—前53年），是乌孙的昆弥，号狂王。军须靡与匈奴妇的儿子。
约太始四年（前93年）左右，军须靡死的时候，因为儿子泥靡尚小，传位给堂弟翁归靡（军须靡叔父大禄之子），泥靡长大后，翁归靡再让位给泥靡。漢元康二年（前64年，一说神爵二年，前60年），翁归靡通过长罗侯光禄大夫常惠上书：“愿以汉外孙元贵靡为嗣，得令复尚汉公主。”汉宣帝以楚公主刘解忧的侄女刘相夫为公主，派常惠送少主刘相夫至敦煌。这时，翁归靡死，乌孙贵族立军须靡子泥靡为昆弥。汉宣帝听从萧望之的建议，把少主接了回来。泥靡再娶楚公主刘解忧，生一子：鸱靡。泥靡狂暴，和刘解忧关系很差。刘解忧和汉朝使者卫司马魏和意、副侯任昌，定计谋杀泥靡。酒宴上，砍伤泥靡，泥靡逃走。其子细沈瘦围攻公主，西域都护郑吉救了公主。汉朝将魏和意、任昌处死。泥靡之后被翁归靡之子乌就屠所杀。